# Vicari
Pour les articles homonymes, voir Vicari (homonymie).
Vicari est une commune italienne de la province de Palerme, dans la région Sicile.

## Géographie
Le centre moderne de Vicari se situe au pied d’un promontoire rocheux d’environ 700 m, dans la vallée du San Leonardo.

## Histoire
Le territoire est occupé depuis la Préhistoire comme en témoignent la decouverte à la fin du XIXe siècle, d'une hache et de deux fibules en bronze, ainsi que des fragments de céramique de l’âge du Bronze à Misaddi, au nord du rocher.
Un centre indigène, probablement sicane, s’est développé sur le rocher entre le VIIIe et le VIIe siècle av. J.-C., avec des objets funéraires à décor imprimé et incisé. Des fragments de céramique grecque du VIe siècle av. J.-C. prouvent l'influence de la colonie d'Himera.
L’occupation humaine a perduré jusqu’à l’époque romaine, attestée par une urne en marbre avec inscription latine, aujourd’hui murée dans l’église principale. À l’époque byzantine, une première fortification est probablement construite sur le rocher. Les vestiges de l’église byzantine Santa Maria in Boikòs restent non explorés, près d'un mur d'enceinte du VIIIe siècle.
La première mention de Vicari daterait du IIXe siècle, lors de la conquête islamique. En 1077, le comte Roger s’y installe (le site est alors dénommé Brica) pour l'assaut de Castronovo. Au XIIe siècle, Idrisi décrit Vicari, époque où furent bâties trois tours sur le versant nord, dont la tour centrale (Porta Fausa) ouverte côté intérieur.
Le château est cité dans les chroniques angevines ; après les Vêpres, la forteresse est donnée à un noble local puis aux Chiaromonte. De cette époque date un complexe de citernes voûtées au centre de la fortification.
Vicari s’est développé autour du rocher fortifié, avec Terravecchia sur le versant ouest, conservant une physionomie médiévale. Au sud-ouest, le long de l’ancienne route vers Castronovo, subsiste la Cuba di Ciprina, construction islamique à plan quadrangulaire et toit en coupole.

## Administration
| Période                                  | Période | Identité | Étiquette | Qualité |
| ---------------------------------------- | ------- | -------- | --------- | ------- |
|                                          |         |          |           |         |
| Les données manquantes sont à compléter. |         |          |           |         |

### Communes limitrophes
Caccamo, Campofelice di Fitalia, Ciminna, Lercara Friddi, Prizzi, Roccapalumba.